# Tony Pérez
Atanacio "Tony" Pérez Rigal (Ciego de Ávila, 14 de maio de 1942) é um ex-jogador cubano de beisebol profissional e treinador e é membro do Hall of Fame. Jogou como primeira base e terceira base na  Major League Baseball, mais notavelmente pelo Cincinnati Reds. Apelidado de "Big Dog", "Big Doggie", "Doggie" e  "The Mayor of Riverfront", Pérez foi convocado sete vezes para o All-Star Game e venceu duas a World Series durante vinte e três anos de carreira como jogador e uma World Series como técnico assistente.
Junto como as estrelas Pete Rose e Johnny Bench, Pérez foi um membro chave do celebrado time de Cincinnati conhecido como "Big Red Machine". Seguindo um período inicial de treze anos com os Reds (1964–76), jogou também pelo Montreal Expos (1977–79), Boston Red Sox (1980–82) e Philadelphia Phillies (1983) antes de retornar para Cincinnati em suas últimas três temporadas (1984–86). Encerrou sua carreira com aproveitamento ao bastão de 27,9%, 379 home runs, 1.652 RBIs e 1.272 corridas anotadas.
Após sua aposentadoria, Pérez se tornou técnico assistente e posteriormente treinador dos Reds e do Florida Marlins. Atualmente Pérez detém o cargo de Assistente Especial do Gerente Geral dos Marlins. Tem trabalhado com os Marlins desde sua criação em 1993, ainda como Florida Marlins. Foi eleito para o Baseball Hall of Fame na votação de 2000.